# II krucjata antyhusycka
II krucjata antyhusycka – zbrojna wyprawa zorganizowana i prowadzona na terenie Czech w latach 1421–1422 z upoważnienia papieża Marcina V przez króla niemieckiego, węgierskiego i czeskiego Zygmunta Luksemburskiego przeciw wyznawcom nauki Jana Husa.

## Sytuacja w Czechach przed II krucjatą antyhusycką
Po odparciu pierwszej krucjaty, husyci przeszli do szeroko zakrojonej ofensywy. Wojska taborytów oraz prażan pod dowództwem Jana Žižki opanowały w kraju pilźnieniskim Rokycany, a w lutym i marcu 1421 próbowały zdobyć Pilzno. Niepowodzenie pod Pilznem husyci powetowali sobie w północno-zachodnich Czechach, w kraju usteckim, gdzie 16 marca 1421 po zaciętej walce zdobyli Chomutov, gotując obrońcom miasta rzeź. Żeby uniknąć losu Chomutova, miasta Louny i Mĕlnik za cenę życia mieszkańców, same otworzyły bramy wojskom husyckim. W tym czasie zjednoczone wojska taborytów i prażan zdobyły Slaný oraz dwie twierdze Okoře i Makotřasy, a także 1 kwietnia miasto Beroun.
W końcu marca w szeregach taborytów doszło do rozłamu. Zgromadzeni w ich szeregach pikardowie podnieśli bunt. Zwolennicy Martina Húski, zarzucający Janowi Žižce zbytnie ustępstwa wobec kalikstynów, zostali wypędzeni z Taboru, a Jan Žižka rozpoczął krwawą kampanię wojskową przeciwko buntownikom.
W maju 1421 roku powrócił do obozu husyckiego Čeněk z Vartemberka. W tym czasie siły taboryckie spaliły Trutnov oraz przy pomocy orebitów zdobyły Mlade Boleslav. W walkach sukces odnosiły również wojska kalikstynów. 29 maja Hynek z Kolštejnu na czele oddziałów praskich opanował Litoměřice
Równolegle z działaniami militarnymi, poczyniono próby politycznej konsolidacji ruchu husyckiego w obliczu zbliżającej się nowej krucjaty. W tym celu na początku czerwca 1421 roku zwołano do Čáslavia sejm, na którym obwołano Zygmunta Luksemburczyka wrogiem Czech, a znajdujące się na sejmie stany potwierdziły przyjęcie Czterech artykułów praskich. Jednakże kruche porozumienie zawarte w Čáslaviu zostało zerwane przez kaznodzieję praskiego Jana Želivskiego, który 30 czerwca doprowadził do przewrotu w Pradze. Kontrolę nad miastem przejęła biedota, oddając pełnię władzy religijnym radykałom. Po opanowaniu Pragi Jan Želivski na czele zgromadzonych oddziałów podjął nieudaną próbę opanowania Mostu. Oblężenie miasta zakończyło się 5 sierpnia 1421 przegraną husytów krwawą bitwą stoczoną z odsieczą, złożoną z czeskich wojsk wiernych Zygmuntowi oraz posiłków z Miśni.
22 sierpnia 1421 zwołano do Kutnej Hory sejm, na którym podjęto działania mające na celu odparcie najazdu krzyżowców. Pomimo że na sejm nie przybyli taboryci, zdecydowano o koncentracji wojsk husyckich w Českim Brodzie oraz o poselstwie do wielkiego księcia litewskiego Witolda z prośbą o przyjęcie przez niego czeskiej korony.

## Przebieg II krucjaty antyhusyckiej

### I faza krucjaty
Papież Marcin V, po wycofaniu się pierwszej krucjaty z terenu Czech, rozpoczął organizowanie nowej wyprawy antyhusyckiej. W tym celu już w maju 1421 roku na Sejm Rzeszy zwołany do Oberwesel przybył nowy legat papieski kardynał Branda de Castiglione. Obradującym przedstawił bullę papieską nawołująca do kolejnej krucjaty.
Wojska krzyżowe miały wejść na teren Czech z dwóch stron. Pierwsza armia złożona z sił zgromadzonych przez książąt niemieckich miała uderzyć od północno-zachodniej strony. Dowodzić tą armią miał margrabia Miśni Fryderyk IV. Druga armia, złożona była w większości z sił węgierskich oraz z rycerstwa śląskiego i oddziałów z Dolnych i Górnych Łużyc. Na czele jej miał stanąć Zygmunt Luksemburczyk, a armia miał uderzyć na Czechy od strony Moraw.
Pierwsze do Czech wkroczyły wojska margrabiego miśnieńskiego. Miało to miejsce 28 sierpnia 1421. Siły krzyżowców opanowały bez walki Žlutice, zdobyły szturmem zamek w mieście Mašťov oraz przystąpiły do oblężenia Žatca. W październiku 1421 roku głównodowodzący siłami husyckimi Jan Žižka ruszył z odsieczą obleganemu miastu. Brak militarnego wsparcia ze strony Zygmunta Luksemburskiego, oraz strach przed zbliżającymi się siłami husyckimi spowodował szybkie wycofanie się sił margrabiego miśnieńskiego Fryderyka spod Žatca i opuszczenie granic Czech.
Wisząca nad krajem nieunikniona zbrojna interwencja Zygmunta Luksemburczyka oraz odparcie zagrożenia ze strony książąt niemieckich, nie skonsolidowały szeregów husyckich. Jesienią miał miejsce kolejny przewrót w Pradze. 19 października 1421 Jan Želivski na czele biedoty miejskiej ponownie opanował miasto oddając władzę nowemu hetmanowi, którym został obwołany Jan Hvězda z Vicemilic. W kraju uaktywniły się siły katolickie wierne Zygmuntowi. W listopadzie doszło do walk na górze Vladař, gdzie taboryci Jana Žižki starli się z siłami katolickimi.

### II faza krucjaty
Zła koordynacja działań, czy też świadome zwlekanie z akcją militarną sprawiły, że Zygmunt Luksemburski na czele swej armii wkroczył do Czech dopiero pod koniec roku 1421. Podzielił on swoje wojska na działające w pobliżu siebie trzy niezależnie kolumny. Pierwszą dowodził biskup ołomuniecki i administrator praski Jan Železný. Na czele drugiej stał sam Zygmunt Luksemburski. Dowodzenie trzeciej oddano w ręce włoskiego kondotiera Pippo Spano (Filippo Scolari).
Do spotkania krzyżowców z husytami doszło pod Kutną Horą. Zygmunt podszedł pod miasto 21 grudnia 1421 z planem opanowania strategicznie położonego grodu. Dowództwo husyckie postanowiło bronić miasta. Jan Žižka, nie będąc pewny postawy mieszczan Kutnej Hory, zorganizował obronę poza murami miasta. W wyniku zdrady mieszczan krzyżowcy opanowali miasto, okrążając wojska husyckie. Jednak Janowi Žižce udało się wyprowadzić swoje oddziały z otoczenia, a sformowana kolumna dotarła do Kolína. Po okresie świąt Bożego Narodzenia, kiedy to obowiązywało zawieszenie broni, husyci przeszli do kontrofensywy. Przegrupowane i wzmocnione wojska Jana Žižki uderzyły na siły Zygmunta Luksemburczyka rozbijając je: 6 stycznia pod Nebovidami oraz 8 stycznia pod Habrem. Ostateczną klęskę krzyżowcy ponieśli w bitwie pod Niemieckim Brodem. Upojone zwycięstwem i obładowane bogatymi łupami wojska husyckie powróciły do Pragi 14 stycznia 1422.

## Skutki
Zygmunt Luksemburski nie wyciągnął wniosków z poniesionej klęski podczas I krucjaty. Beztroska niemieckiego króla, nieudolność dowódców oraz brak koordynacji działań i pełnego zaangażowania w walce, zadecydowały o ponownej klęsce wojsk krzyżowych. Znamienne jest to, że Zygmunt już nigdy nie stanął na czele żadnej z kolejnych krucjat sunących na Czechy.
Po odparciu krucjaty, do czego mocno przyczynili prascy dowódcy sił husyckich, doszło do wielkich zmian w Pradze. Do głosu doszli umiarkowani kalikstyni, którzy przejęli władzę w mieście. Odsunięto radykałów, zreformowano powoływanie władz miasta i pozbawiono hetmańskiego urzędu Jana Hvezdę. Rozprawiono się też z wiecznym buntownikiem Janem Želivskim, którego aresztowano i ścięto 9 marca 1422. Wydarzenia te doprowadziły jednak do masowych wystąpień zwolenników straconego kaznodziei. Doszło do gwałtownych wystąpień w Pradze i w innych miastach. Ich rezultatem było zniszczenie Pragi oraz ponowne przejęcie władzy w mieście przez religijnych i politycznych radykałów.